# Петер Ліндмарк
Петер Ліндмарк (швед. Peter Lindmark; нар. 8 листопада 1956, Кіруна, Швеція) — шведський хокеїст, воротар. Чемпіон світу 1987, 1991.

## Клубна кар'єра
В шведській елітсерії грав за команди «Тімро» (1981—1982), «Фер'єстад» (Карлстад) (1984—1988) та «Мальме» (1988—1997). У 1981 році отримав «Золоту шайбу» — трофей найкращому хокеїсту року в Швеції. 1985 року був визнаний найкращим воротарем Швеції. Чотири рази здобував золоті нагороди національного чемпіонату (1986, 1988, 1992, 1994).

## Виступи у збірній
У складі національної збірної на Олімпійських іграх 1988 у Калгарі здобув бронзову нагороду.
Брав участь у семи чемпіонатах світу та Європи (1981, 1982, 1985—1987, 1989, 1991). Чемпіон світу 1987, 1991; другий призер 1981, 1986. На чемпіонатах Європи — чотири срібні (1981, 1982, 1986, 1991) та одна бронзова нагорода (1989). Двічі обирався до символічної збірної на чемпіонатах світу. В 1981 та 1986 роках визнавався найкращим воротарем турніру. На чемпіонатах світу та Олімпійських іграх провів 48 матчів.
Був учасником трьох кубків Канади (1981, 1984, 1987). У 1984 році збірна Швеції грала у фіналі. Всього у кубках Канади провів 21 матч.

## Нагороди та досягнення

### Командні
| Нагороди         | Команда     | Кіл. | Роки                   |
| ---------------- | ----------- | ---- | ---------------------- |
| Олімпійські ігри |             |      |                        |
| Бронза           | Швеція      | 1    | 1988                   |
| Чемпіонат світу  |             |      |                        |
| Золото           | Швеція      | 2    | 1987, 1991             |
| Срібло           | Швеція      | 2    | 1981, 1986             |
| Кубок Канади     |             |      |                        |
| Фіналіст         | Швеція      | 1    | 1984                   |
| Чемпіонат Європи |             |      |                        |
| Срібло           | Швеція      | 4    | 1981, 1982, 1986, 1991 |
| Бронза           | Швеція      | 1    | 1989                   |
| Чемпіонат Швеції |             |      |                        |
| Золото           | «Фер'єстад» | 2    | 1986, 1988             |
| Золото           | «Мальме»    | 2    | 1992, 1994             |

### Особисті
| Нагороди                           | Кіл. | Роки       |
| ---------------------------------- | ---- | ---------- |
| Найкращий воротар чемпіонату світу | 2    | 1981, 1986 |
| Символічна збірна чемпіонату світу | 2    | 1981, 1986 |
| «Золота шайба»                     | 1    | 1981       |
| Найкращий воротар ліги             | 1    | 1985       |